# Atriplex plebeja
Atriplex plebeja es una especie botánica de arbusto perennifolio dentro de la familia de las Amaranthaceae. Es endémica de Tristán de Acuña, incluyendo las islas Inaccesible y Nightingale. Su hábitat natural son playas rocosas; y está amenazado por pérdida de hábitat.

## Taxonomía
Atriplex plebeja fue descrita por el botánico, pteridólogo, micólogo, y algólogo, Dugald Carmichael y publicado en Transactions of the Linnean Society of London 12: 508, en el año 1819.
Etimología
Atriplex: nombre genérico latino con el que se conoce a la planta.
plebeja: epíteto